# 人型遺跡
人型遺跡（ひとがたルイン）是日本Studio e.go!公司在2004年12月24日發售的動作角色扮演類型成人遊戲。

## 登場角色

### 主要角色
庫諾（聲：雅、みすみ）
故事的男主角，一直想和父親一樣成為考古學家。母親為亞人種，因此擁有綠頭髮及眼睛。小時與父母失散，並由西格麗德撫養成人。他在一次考查中找到古代強大少女兵器「瑪高」。
瑪高（聲：野神奈菜）
故事中的少女型超級武器，威力強大，多年來一直被封印著，直至由男主角古奴把她解封並取名為瑪高（マクル）。她因失去先前記憶而變得天真無邪，是主角冒險的助手。此外她喜歡古奴親手做的飯糰。
戴安娜（聲：風音）
山提瑪王國的公主，也是古奴的青梅竹馬之一。
西格麗德（聲：金田めい）
王國的宮廷魔法師，古代遺產博物館館長。她也是撫養古奴的女子之一。
瑟伊卡（聲：木島江麻）
故事中的亞人種少女，為人固執。庫諾的表姐。
艾莉（聲：細田なな）
女探險家，古奴的最大對手。擅長使用手槍及炸藥。

### 其他角色
エーベル
庫諾的朋友。
ヴィクトル
山提瑪王國的貴族。
クルト

カリン

リア

ローラント

マクレイン

## 工作人員
- 原畫：山本和枝[3]
- 劇本：寺岡健治
- 音樂：ぴょんも
- 影片：パリオ
- 監督/遊戲設計/程式：MIC

## 主題曲
片頭曲
作詞：CANDY　作曲：ぴょんも　歌：CANDY
片尾曲《JEWEL》
作詞：CANDY　作曲：ぴょんも　歌：CANDY

## 外部連結
- 官方網站（日語）